# Ориндж, Томми
Томми Ориндж (англ. Tommy Orange; род. 19 января 1982, Окленд, Калифорния) — американский писатель. В 2019 году его первый роман «Там мы стали другими» стал финалистом Пулитцеровской премии и получил Американскую книжную премию.

## Биография
Ориндж родился в Окленде, 19 января 1982 года, принадлежит к коренным народам шайенны и арапахо из Оклахомы. С 14 до 24 лет играл в хоккей на роликах на национальном уровне. В 18 лет начал заниматься музыкой. Отец Оринджа был лидером церемоний коренных американцев, а мать некоторое время исповедовала христианство. После окончания колледжа со степенью бакалавра в области звуковых искусств Орандж работал в книжном магазине Gray Wolf Books в Сан-Леандро, где у него появилась страсть к чтению, и он начал писать.
Орандж получил степень бакалавра в области аудиотехники, а затем и магистра изящных искусств в Институте искусств американских индейцев (IAIA). Преподает в IAIA в Санта-Фе. Проживает в Окленде со своей женой Катери и сыном Феликсом.
Опубликовал несколько своих рассказов в литературных журналах Esquire, McSweeney’s, Zoetrope: All-Story и Zyzzyva.
Второй роман Оринджа «Блуждающие звезды» был опубликован в 2024 году. В интервью Ориндж рассказал, что название романа было вдохновлено песней Wandering Star 1994 года группы Portishead.

## Награды и номинации
В 2018 году Орандж получил премию Джона Леонарда, которая присуждается за дебютную книгу автора в любом жанре. В 2019 году получил премию PEN/Hemingway Award, которая присуждается начинающим авторам художественных книг, и Американскую книжную премию.
Кроме того, книга была номинирована на другие премии, включая медаль Эндрю Карнеги за выдающиеся достижения в художественной литературе, Пулитцеровскую премию за художественную книгу, премию Audie Award за многоголосное исполнение, а также две премии Goodreads Choice Awards.
Книга «Блуждающие звезды» была включена в лонг-лист Букеровской премии 2024 года.

## Произведения
- There There (Alfred A. Knopf, 2018. ISBN 978-0525520375)
- Wandering Stars (Alfred A. Knopf, 2024. ISBN 978-0593318256)[14]